# Кирспе
Кирспе (њем. Kierspe) град је у њемачкој савезној држави Северна Рајна-Вестфалија. Једно је од 15 општинских средишта округа Меркиш. Према процјени из 2010. у граду је живјело 17.605 становника. Посједује регионалну шифру (AGS) 5962028, NUTS (DEA58) и LOCODE (DE KSE) код.

## Географски и демографски подаци
Кирспе се налази у савезној држави Северна Рајна-Вестфалија у округу Меркиш. Град се налази на надморској висини од 395 метара. Површина општине износи 71,6 km². У самом граду је, према процјени из 2010. године, живјело 17.605 становника. Просјечна густина становништва износи 246 становника/km².

## Међународна сарадња
| Мјесто | Држава               | Врста сарадње | Од    |
| ------ | -------------------- | ------------- | ----- |
| Виклоу | Ирска                | контакт       | 1993. |
| Дентон | Уједињено Краљевство | контакт       | 1992. |
|        | Француска            | партнерство   | 1988. |
| Извор  |                      |               |       |